# Ferdinand Nahimana
Ferdinand Nahimana (Gatonde, província de Ruhengeri 15 de juliol de 1950) és un historiador ruandès que va ser condemnat per participar en el genocidi ruandès. Està casat i té quatre fills.
Nahimana es va doctorar en història per la Universitat de París Didedot. Entre 1979 i 2007 va publicar nombrosos llibres i articles sobre la història de Ruanda. També va ser cofundador de l'emissora de Radio Télévision Libre des Mille Collines (RTLM), que durant el genocidi va difondre informació i propaganda que van ajudar a coordinar els assassinats i alimentar l'odi contra tutsis i hutus moderats.

## Genocidi ruandès
Segons els termes dels acords de pau d'Arusha, va ser nomenat ministre de Cultura, Estudis Superiors i Investigació Científica. Va ser considerat ideòleg del moviment "poder hutu" a Rwanda i membre del cercle interior del president Juvénal Habyarimana. Nahimana va ser cofundador del partit Coalició per la Defensa de la República (CDR).
Entre 1979 i 1994, se suposa que Nahimana havia escrit i publicat articles encoratjant un aixecament contra els tutsis i els hutus moderats.
Després de ser acomiadat de la Radio Rwanda el 1993, va participar en la creació de Radio Télévision Libre des Mille Collines (RTLM), i segons el Tribunal Penal Internacional per a Ruanda (ICTR), es va convertir en el seu director. A causa d'aquesta implicació, va ser acusat d'"encoratjar directament" els assassinats. Entre abril de 1993 i el 31 de juliol de 1994, Ferdinand Nahimana va ser acusat de planificar, dirigir i donar suport les transmissions de la RTLM. El fiscal del TPIR va al·legar que "era conscient dels programes i l'efecte que aquests programes tenien sobre la població".
També va ser acusat d'haver organitzat, amb l'ajut del seu germà, reunions entre el MRND i la milícia Interahamwe a la província de Ruhengeri, amb la intenció de discutir els assassinats de tutsis i hutus.
L'abril del 1994, quan va esclatar la violència a Ruanda després de la mort del president Juvénal Habyarimana en un accident aeri, l'ambaixada de França va acollir Ferdinand Nahimana, ajudant-lo a escapar a Burundi. Més tard, va ser arrestat a Camerun el 27 de març de 1996. Nahimana va tornar a Ruanda després de la Operació turquesa a través del Zaire. Nahimana va ser arrestat a Camerun el 26 de març de 1996.

## Judici i sentència
Nahimana va ser processat al Tribunal Penal Internacional per a Ruanda, juntament amb dos altres involucrats amb la RTLM: Hassan Ngeze i Jean-Bosco Barayagwiza. Nahimana va declarar que era innocent i va negar tenir control editorial de les transmissions RTLM durant els assassinats: No vaig poder reconèixer la RTLM d'aquells dies de la que existia abans del 6 d'abril. Ha estat apropiada per radicals, què són ara anomenats extremistes, la manera de veure i actuar dels quals no comparteixo.
Els "judicis dels mitjans de l'odi" van rebre atenció, ja que va ser la primera vegada des dels judicis de Nuremberg que el discurs d'odi havia estat perseguit com a crim de guerra. El 3 de desembre de 2003, Ferdinand Nahimana va ser sentenciat a cadena perpètua, culpable de genocidi, conspiració per cometre genocidi, incitació, directament i públicament, per cometre genocidi, complicitat en el genocidi i crims contra la humanitat. Hassan Ngeze també va tenir una condemna perpètua, Jean Bosco Barayagwiza i va ser condemnat a 35 anys de presó. Malgrat el possible impacte de les sentències sobre la llibertat de premsa, Reporters Sense Fronteres va acollir favorablement el resultat del procés. Nahimana va ser condemnat per la seva responsabilitat com a alt càrrec de l'emissora a partir del 6 d'abril de 1994, data en què ja no exercia cap paper, segons el seu advocat francès Jean-Marie Biju-Duval.
L'historiador ruandès va ser condemnat per no haver fet res per aturar el contingut inflamatori dels programes de ràdio de RTLM després del 6 d'abril de 1994, ja que tenia, segons el judici, autoritat sobre el personal de l'emissora de ràdio.
Ferdinand Nahimana va apel·lar la seva condemna i el judici davant la Cambra d'Apel·lacions va començar el 16 de gener de 2007. El 28 de novembre de 2007, la Cambra d'Apel·lacions va reduir la seva condemna de presó a 30 anys. La Cambra d'Apel·lacions va anul·lar algunes de les seves conviccions, especialment aquelles relacionades amb esdeveniments que havien tingut lloc abans de 1994. La Cambra d'Apel·lacions també va anul·lar la conclusió inicial que hi havia hagut un acord entre RTLM, el CDR i Kangura per ajudar a cometre genocidi. Per tant, es van revertir els càrrecs contra Nahimana en virtut de l'article 6 (1) de la Taula, però van confirmar els que estableix l'apartat 3 de l'article 6 -"incitar directament i públicament a la comissió de genocidi i persecució com a delicte contra la humanitat" mitjançant les transmissions RTLM després del 6 d'abril de 1994.
Al desembre de 2008, ha estat transferit d'Arusha (Tanzània) a Mali (a Àfrica Occidental).

### Controvèrsia sobre la condemna
Un llibre de 2010 del periodista i historiador Hervé Deguine argumenta que els motius invocats en el judici de Nahimana es basaven en molt poques evidències, excepte que va fundar i va ser un dels propietaris de l'emissora de ràdio, exposant arguments i proves circumstancials contra la seva acusació. Conclou el seu llibre afirmant que basant-se en proves judicials, Nahimana havia de ser alliberat.